# MEMENTO
MEMENTO是香港歌手林家謙的第3張個人專輯，收錄5首歌屬於迷你專輯，於2022年8月12日首場個人演唱會前夕實體及數位同時發行。

## 製作
此張迷你專輯的名稱MEMENTO意指紀念之物，以回憶的紀念物及包裝呼應發行季節，留住回憶可以無限延長不要結束的概念，曲目安排上以「紀念」為中心，排第1首的doodoodoo是林家謙與盧廣仲的首次合作，盧廣仲以拿手的吉他譜曲，輕快地引聆聽者進入林家謙所填寫的，奇幻而且有點古怪的世界。夏之風物詩由Oscar填詞，老搭檔傳達了陪伴渡過夏天的各種小確幸。
排在中段的某種老朋友曲調略顯沈重，如流水般幾乎沒有換氣空間的音符，像是突然湧上心頭、只能描述為「某種老朋友」的想念，曲和詞分別是由澤日生及林夕創作，這是林家謙第三次與兩位合作，前兩次為下一位前度以及拼命無恙。
記得是給林二汶愛情是一種法國甜品的同曲異詞版本，林家謙重新演繹此曲原貌，傳達不要忘記想念的版本。最後一首邊一個發明了ENCORE，歌曲一開始林家謙就告訴大家，時間就這麼多，喊ENCORE會否比較傻，和演唱會曲終結尾的固定橋段巧妙地做了連結。

## 曲目
| 曲序     | 曲目               |               | 作曲     | 编曲          | 製作人        | 备注                                     | 时长  |
| -------- | ------------------ | ------------- | -------- | ------------- | ------------- | ---------------------------------------- | ----- |
| 1.       | doodoodoo          | 林家謙        | 盧廣仲   | 盧廣仲 林家謙 | 林家謙        |                                          | 3:19  |
| 2.       | 夏之風物詩         | Oscar         | 林家謙   | 黎俊浩 林家謙 | 許創基 林家謙 |                                          | 3:28  |
| 3.       | 某種老朋友         | 林夕          | 澤日生   | 林家謙        | 澤日生 林家謙 |                                          | 4:28  |
| 4.       | 記得               | 馮松興 林家謙 | 林家謙   | 林家謙        | 林家謙        | 林二汶〈愛情是一種法國甜品〉同曲異詞版本 | 3:53  |
| 5.       | 邊一個發明了ENCORE | 黃偉文        | 林家謙   | 林家謙 何秉舜 | 林家謙 何秉舜 |                                          | 4:46  |
| 总时长： | 总时长：           | 总时长：      | 总时长： | 总时长：      | 总时长：      | 总时长：                                 | 19:14 |

## 商業表現
某種老朋友在2022年新城勁爆頒獎禮得到「勁爆歌曲獎」。2022年度叱咤樂壇流行榜頒獎典禮上，此專輯得到「叱咤樂壇至尊唱片大獎」，邊一個發明了ENCORE則得到「叱咤樂壇至尊歌曲大獎」。
由studiowmw設計的專輯CD包裝版得到了2023年臺灣金點設計獎的傳達設計類獎項。另外發行的藍色黑膠唱片限量編號版，5首歌曲外增加收錄了單曲whatever (2016)。

## 外部連結
- 《MEMENTO》林家謙官方網站
- MEMENTO (藍膠唱片 + 海報) （页面存档备份，存于）